# 비블리아 헤브라이카 슈투트가르텐시아
비블리아 헤브라이카 슈튜트가르텐시아(Biblia Hebraica Stuttgartensia,약어로 BHS 드물게 BH4)는 티베리아의 마소라 본문의 레닌그라드 사본 판과, 마소라 본문의 비평 주석이 부록으로 추가된 히브리어 성경이다. 루돌프 키텔의 주도로 독일 성경 협회(Deutsche Bibelgesellschaft)에서 출판된 비블리아 헤브라이카의 제4판에 해당한다. 현대의 성경학자들 사이에 가장 널리 사용되어, 주요 기독교 성경의 원문으로 사용되어 온 출판본이다. 이 성경본은 히브리어 성경 중 정확도가 높은 판으로, 비평 본문의 참조가 편리한 이유로 유대교인 및 기독교인에게 널리 받아들여졌다.

## 개요
BHS는 파울 칼레가 편찬한 이전 판인 비블리아 헤브라이카 제3판의 개정판으로 나왔다. 레닌그라드 사본을 바탕으로 한 첫번째 성경이며, 제3판에서 변경된 점으로는, 각주 부분이 전면적으로 개편되었다. 1968년에서 1976년 사이에, 이 개편 내용이 별책으로 나뉘어 출판되었으며, 1977년에 전체적인 한권으로 출판되어 그후에 이르렀다.
BHS는 1997년에 제5쇄가 발행되어 배포되었다. 현재 독일 성경 협회에서는 전면적으로 재작성 및 확장판을 20권 볼륨으로 내기 위한 작업을 진행 중이며, 이 판본은 '비블리아 헤브라이카 퀸타'(Biblia Hebraica Quinta) 또는 제5히브리어 성서(Fifth Hebrew Bible)로 공개되며, 이 안에는 쿰란 사본을 통해 최근에 발견된 자료들과의 비교 및 참조 내용들이 보강된다. 퀸타의 첫권은 2004년부터 판매가 되었으며, 완성은 2020년을 예상하고 있다.

## 레닌그라드 사본의 첫 인쇄본

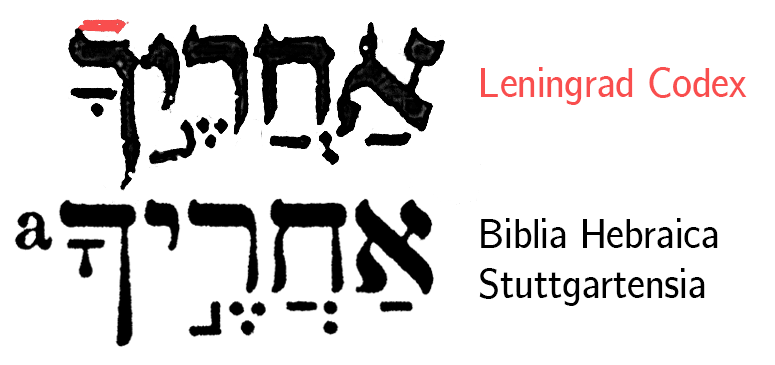
다른 히브리어 성서 인쇄판과 마찬가지로 BHS 또한 라페 표기를 생략한다.(아가)의 "אחריך" 부분

BHS는 레닌그라드 사본에 기록되어 있는 마소라 본문을 그대로 이용했다. 서두에서 저자는 '명확히 필사 오류인 부분의 삭제를 가급적 삼갔다'고 밝혔다. 레닌그라드 사본에도 추가되어 있지 않은 실루크나 메테그 등의 부가 기호 또한 추가되지 않았다.
단, 라페 기호는 BHS의 이전판에서와 마찬가지로 빠져 있는데, 이는 글꼴의 구현에 관하여 극복하기 어려운 기술적인 난점 때문이라고 한다. 전형적이지 않은 것이, 야콥 벤 차임의 븜베르기아나 이후부터 거의 모든 히브리어 성서의 인쇄판에서는 부가 기호가 빠져 있다. (이는 이는 발음의 도움에 쓰이는 것이고 경우에 따라서는 다게쉬(라페의 반대 역할)와 겹치기 때문에 중요도가 덜하다)
레닌그라드 사본과 다른 부분으로는, 이전판과 마찬가지로 BHS는 문자 사메크("ס" (약어: סתומה, setumah: "닫기"))와 페("פ" (약어: פתוחה, petuchah: "열기"))를 사용하여 레닌그라드 사본에서 절을 나누는 공란을 표기한다. 다른 한가지 점은 성경의 순서이다. 사본에서 시편 앞에 나오는 역대기를 BHS에서는 여느 히브리어 성서와 마찬가지로 맨 뒤로 배치했다.

## 수록 내용
BHS는 히브리어 성서의 전통적인 세 구분인 토라 (תורה "율법"), 네비임 (נבאים "예언서"), 케투빔 (כתבים "성문서")으로 구성되어 있다.
BHS의 본문은 레닌그라드 사본에 기록된 마소리 본문을 정확하게 복제한 내용이다(약간의 오류는 있으나) 히브리어 성경의 각 권의 순서는, 레닌그라드 사본에 따르고 있으며, 성문서(케투빔)의 순서도 일반적인 성경의 순서와 다르다. 그래서 욥기가 시편과 잠언 사이에 있으며, 다섯 메길로스가 룻기, 아가, 전도서, 애가, 에스델기 순서로 배치되어 있다. 단 역대기는 일반적인 유대교의 히브리어 성서와 마찬가지로 맨 마지막에 나열되어 있다.
본문의 여백에는 마소라 주석이 수록되어 있다. 이 내용 또한 레닌그라드 사본에 바탕을 두고 있으며, 본문의 내용을 보다 일관되게 알기 쉽도록 중점적으로 편집되었다. 일부 주석 중에는 sub loco(이 분에는)가 있어, 이 부분에 어떤 문제가 포함되어 있음을 나타내며, 주로 본문 내용과 다른 부분이 있음을 밝힌다. 단 편집자는 이 문제의 내역의 설명 또는 어떻게 수정되어야 하는가에 대해서는 수록하지 않았다.
sub loco 주석은 해당 본문에 대한 다른 주목할만한 변종들에 대해 소개하고 있는 것은 아니다. 단지 단어의 출현 횟수 및 빈도의 잘못된 횟수에 대해 언급하는 정도이다. (Daniel S. Mynatt, The Sub Loco Notes in the Torah of Biblia Hebraica Stuttgartensia (Bibal, 1994); Christopher Dost, The Sub-Loco Notes in the Torah of Biblia Hebraica Stuttgartensia (Gorgias, 2016)를 참고할 것)
각주에는 히브리어 본문에 대한 가능성 있는 교정안이 몇가지 실려있는데, 사마리아 오경, 사해 문서 및 칠십인역, 불가타, 페시타 등의 초기 성서 번역(판)에서 참조된 것들이다. 그 외에도 가능한 정정 방법(en:conjectural emendation)들도 소개되어 있다.

## Reader's Edition (보강판)
2014년 9월 BHS의 보강판인 Biblia Hebraica Stuttgartensia: A Reader's Edition(줄여서 BHS Reader)가 독일 성경 협회와 헨드릭슨 출판사에서 출판되었다. 이 판은 히브리어 본문은 BHS와 동일하나, 옆 여백에 마소라 주석이 없고 대신 페이지 하단에 Lexical and Grammatical Apparatus (어휘 및 문법적 기구) 부분이 실려 있다. 6년간에 걸친 프로젝트의 결과물로, 도널드 R. 밴스 (Donald R. Vance, Oral Robers 대학교), 조지 아타스 (George Athas, Moore Theological College) 및 예일 아브라하미 (Yael Avrahami, Oranim Academic College)가 주도하였다.
이 판에는 본문에 등장하는 전 단어에 대해 영어 번역이 정의되어 있다. 70회 이상 등장하는 단어에 대해서는 권말의 별도의 용어집에 목록화되어 있으며, 70회 미만 출현의 단어들은 본문 하단의 apparatus 란에 기재되어 있다. 번역은 주로 HALOT (Hebrew and Aramic Lexicon of the Old Testament, 루드비히 쾰러(Ludwig Koehler), 발터 바움가르트너(Walter Baumgartner)  저) 및 DCH (Dictionary of Classical Hebrew, 데이비드 J. A. 클린스(David J. A. Clines), Brown-Driver-Briggs에서 참조하였다.
번역 외에, 단어의 구문 분석 내용도 약어 체계를 이용하여 기록되어 있다. (용례의 하나로,  레위기 1장 1절 Lev 1:15 에 나오는 단어 "והקריבו"에 대해 "Hr10s0 קרב" 로 apparatus 에 수록되어 있는데, 의미는 해당 단어는 '동사 어근 קרב에 히팔 어미 활용형 3인칭 남성 단수 동사에 와우  보존형 3인칭 남성 단수 대명사 어미가 붙은 형태임을 나타낸다. 그 외에 50쪽의 강동사 및 약동사의 어근 및 동사 어미의 목록이 실려 있다.
2008년 3월에는 미국의 존더반 출판사에서 A. 필립 브라운 2세(A. Philip Brown II), 브라이언 W. 스미스(Bryan W. Smith) (Bob Jones University)의 저서로 A Reader's Hebrew Bible 이 출판되었는데, 레닌그라드 사본의 웨스트민스터 레닌그라드 사본 4.10 판을 바탕으로 하여, 모양새는 BHS와 동일하다. 70회 이상 등장 단어의 소개가 100개로 상향되었고 단순한 구문 분석 부분을 차용했다.

## 비평
BHS에 대해서는 몇가지 오류가 포함되어 있다고 성서학자 에마뉴얼 토브(Emanuel Tov)가 언급한 바 있다.

## 같이 보기
- 비블리아 헤브라이카 - 비블리아 헤브라이카의 제1판~제3판
- 비블리아 헤브라이카 퀸타 - 비블리아 헤브라이카 슈튜트가르텐시아의 개정판 (en:Biblia Hebraica Quinta)
- 히브리 대학 성경 프로젝트 (Hebrew University Bible Project (en:Hebrew University Bible Project)) - 알레포 사본에 근거
- 히브리어 성서 필사본 목록 (en:List of Hebrew Bible manuscripts)
- 옥스포드 히브리어 성경(영어판)

## 판본
- BHS
  - Biblia Hebraica Stuttgartensia (하드커버판: ISBN 3-438-05218-6 {{isbn}}의 변수 오류: 유효하지 않은 ISBN., 페이퍼백판: ISBN 3-438-05222-9)
  - Biblia Hebraica Stuttgartensia, 포켓북판: ISBN 978-3-438-05219-3
  - Biblia Hebraica Stuttgartensia, Wide-Margin Edition, ISBN 978-3-438-05224-7
  - Biblia Sacra Utriusque Testamenti Editio Hebraica et Graeca (Novum Testamentum Graece 포함), ISBN 978-3-438-05250-6

- 관련 서적
  - Kelley, Page H, Mynatt, Daniel S and Crawford, Timothy G: The Masorah of Biblia Hebraica Stuttgartensia: Eerdmans, 1998 (ISBN 0802843638 )
  - Mynatt, Daniel S: The Sub Loco Notes in the Torah of Biblia Hebraica Stuttgartensia: Bibal Press, 1994
  - Wonneberger, R: Understanding BHS: Biblical Institute Press, 1984
  - Ernst Wurthwein, The Text of the Old Testament: An Introduction to the Biblia Hebraica Paperback, December 13, 1994 (ISBN 0802807887 )
  - Introduction to the Massoretico-Critical Edition of the Hebrew Bible by C.D. Ginsburg